# Nina O'Brien
Nina O'Brien (San Francisco, 29 de noviembre de 1997) es una deportista estadounidense que compite en esquí alpino. Ganó una medalla de oro en el Campeonato Mundial de Esquí Alpino de 2023, en la prueba de equipo mixto. 

## Palmarés internacional
| Campeonato Mundial | Campeonato Mundial           | Campeonato Mundial | Campeonato Mundial |
| Año                | Lugar                        | Medalla            | Prueba             |
| ------------------ | ---------------------------- | ------------------ | ------------------ |
| 2023               | Courchevel/Méribel (Francia) | Medalla de oro     | Equipo mixto       |